# Белиця (Хасковська область)
Бели́ця (болг. Белица) — село в Хасковській області Болгарії. Входить до складу общини Любимець.

## Населення
За даними перепису населення 2011 року у селі проживали 324 особи, з них 319 осіб (98,8%) — болгари.
Розподіл населення за віком у 2011 році:
Динаміка населення: